# Пасока
Пасока (порт. Paçoca) је слаткиш направљен од млевеног кикирикија, шећера и соли. Неки рецепти такође додају брашно, попут кукурузног, овсеног или брашна од касаве. Типичан је за бразилску кухињу Кајпира и најприсутнији је на селу у југоисточним државама Сао Паоло и Минас Жераис, било да је произведена или домаћа. Такође је врло често током Јунске феште, годишње феште која слави начин живота Кајпира. Познат је по изразитој сувој текстури и слатком укусу и један је од најомиљенијих бразилских слаткишта.

## Историјат
Пасока је у свом данашњем облику изумљена током колонијалног период Бразила, али су староседелачки бразилски народи имали рецепте који су мешали брашно од касаве са осталим састојцима пре колонизације. Колонизатор су модификовали те рецепте, стварајући тренутну комбинацију која користи шећер.
Назив „Пасока“ потиче од речи на Тупском језику „посок“ (изговара се / пɔсɔк /) што значи „размрвити“ или „разбити“, а заједничко је са сланим јелом Пасока. Обоје су комбинација касавиног брашна са осталим састојцима: кикирики и шећер у случају слатког, и карне-де-сол (сушена говедина) за слано јело. Изгледа да оба јела потичу из истих обичаја бразилских домородаца, али су прерасла у потпуно различите производе

## Производња
Традиционални занатски поступак прављења Пасоке укључује прво печење кикирикија, а затим млевење свих састојака помоћу традиционалног авана с тучком (пилао). У савременијим производним техникама, уместо авана с тучком, користе се индустријски блендери, а Пачока се касније утискује у многе облике, најчешће у квадратне или плутене облике.

## Варијације
Неке компаније су креирале варијације од традиционалног рецепта Пасоке, које укључују дијеталну верзију без додавања шећера и верзију са концентрацијом кикирикија.